# Kościan
Kościan é um município da Polônia, na voivodia da Grande Polônia e no condado de Kościan. Estende-se por uma área de 8,79 km², com 23 880 habitantes, segundo os censos de 2018, com uma densidade de 2 716 hab/km².